# Bobtail
Bobtail neboli staroanglický ovčák je anglické klasické plemeno psa. Dříve u něj byl problém se zvýšenou agresivitou, to se však dobrým šlechtěním podařilo odstranit. Dnes se většinou dožívá kolem 12–13 let. Dnes je to především společník a velmi dobrý hlídač.

## Historie plemene
Staroanglický ovčák je nejspíš příbuzný s našimi evropskými ovčáky. Dříve se považoval za příbuzného beardie, má ale zakrnělý ocas, což beardie nemají. 

## Popis těla
Hlava je krychlová a silně obrostlá srstí, oči nejsou moc vidět. Čelisti jsou silné. Kohoutek je nižší než bedra, to však není vzhledem k množství chlupů moc vidět. Sama srst má velmi dlouhé pesíky, u mladších psů je srst tvrdší. Tlapy jsou velké, chlupy jsou i mezi polštářky, které jsou většinou světlé, stejně jako drápy. Tento silný, svalnatý a robustní pes je ve svých proporcích velmi vyvážený a má charakteristický kolíbavý krok.

## Potřeby a chování psa
Pes má velmi rád svou rodinu a je milý k dětem. Je vcelku vhodný do města, na vesnici, kde by ale měl více pohybu, by byl šťastnější. Je to velmi dobrý hlídač, jak již bylo zmiňováno. Nemá rád vedra a je nutné často pečovat o jeho dlouhou jemnou srst.
Tento pes musí být vychováván jemně, ale důsledně. Rád se řídí vůlí člověka a jen málokdy se chová dominantně, což je vlastnost, která toto plemeno činí vhodným i pro lidi, kteří nemají zkušenosti s výchovou psa. Bobtail potřebuje hodně prostoru a není vhodný do bytu.[zdroj?]